# Чисхаан

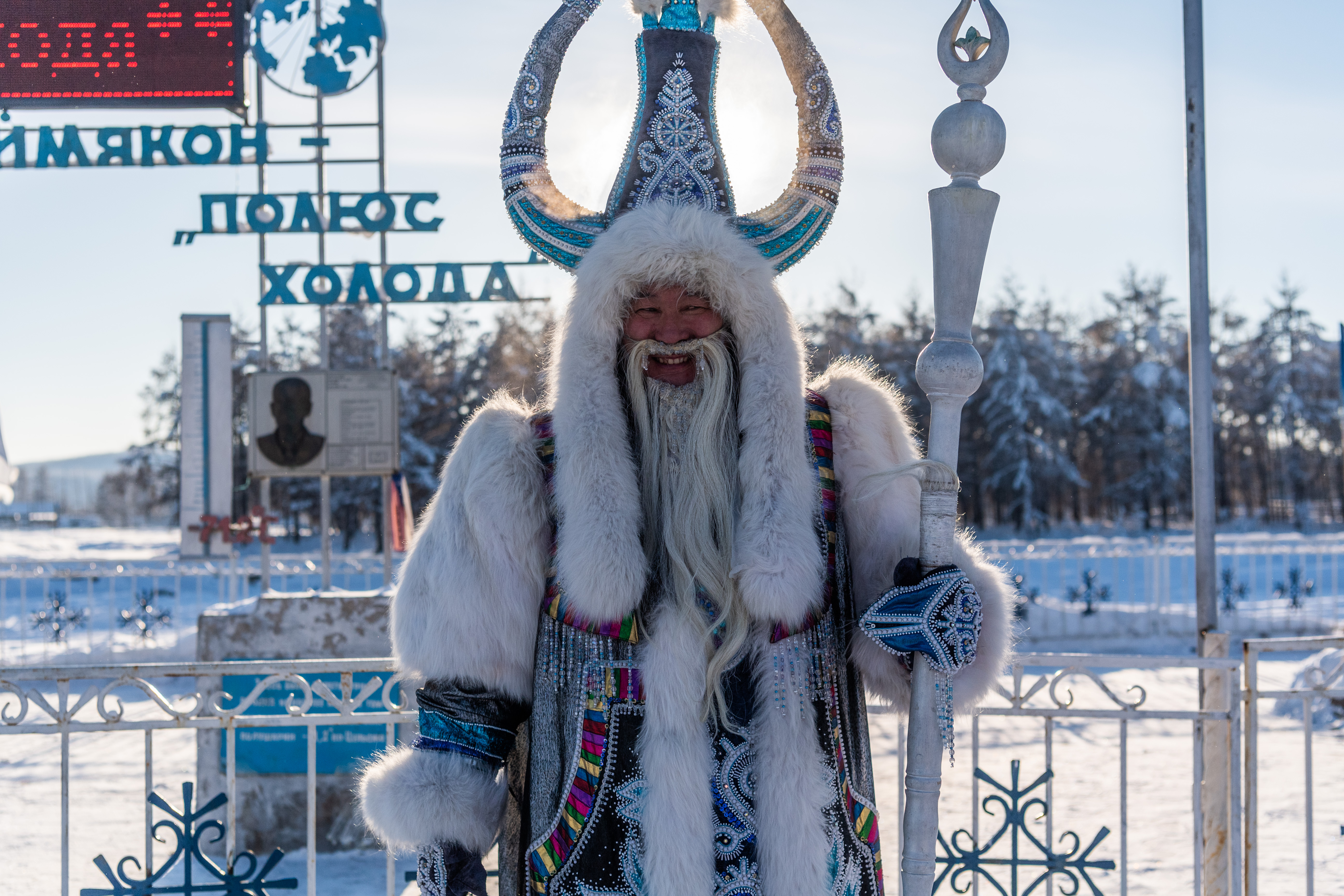
Чисхаан

Чисхаан — казковий персонаж у Якутії, напівлюдина-напівбик, втілення Якутського Володаря холоду. Має вигляд старця з довгою бородою. Одягнений у синю шубу, прикрашену малюнком у вигляді північного сяйва, і шапку з високими рогами, що символізує втілення Бика Зими.

## Етимологія
Ім'я якутського повелителя холоду Чисхаана складається з двох коренів: «чис» і «хаан». Де «чис» — означає жахливий холод, а хаан — кров, посаду або чин. Наприклад, «Чисхаан тимнии» — лютий мороз, «Чисхаан тиал» — пронизливий вітер. Тобто, прямо перекласти ім'я «Чисхаан» можна як «пронизливий холод зі студеним вітром», що дуже точно передає особливості зимових холодів у цьому регіоні.

## Легенда
За якутською легендою, мороз на землю насилає великий Бик Зими — Чисхаан. Покохав він якось красуню Чолбон Куо і помчав з нею високо в безкрає небо. Затихла земля тоді в очікуванні великого чуда — зародження нового життя і настання нового року. Але, щойно пригріло сонце землю, відпав у Великого Бика ріг, а потім і другий. Розпався (розтанув) Чисхаан. І тільки студений вітер, пролітаючи повз, прошепотів красуні Чолбон Куо: «До зустрічі, кохана, майбутньої зими!» Перетворилася тоді вона на яскраву ранкову зірку, покровительку закоханих (називають її діва-зірка, і відтоді щороку чекає на його повернення і щоосені він повертається до неї.

## Історія виникнення
Якути уявляють духа холоду у вигляді напівбика невипадково. Здавна в цих місцях знаходять скрижанілі кістки та бивні мамутів. Раніше їх вважали рогами величезного казкового бика. А оскільки знаходили їх частіше навесні, вважалося, що бика вбило тепло. І, значить, бик — символ холоду.
За якутськими переказами, Бик з'являється з Північного Льодовитого океану в середині жовтня, що означає настання зими в Якутії. Спочатку в нього відростають роги, знаменуючи похолодання. З потеплінням вони починають відпадати. Відпав один ріг — серйозні морози закінчилися. Коли відпаде другий ріг — чекай весни. З її настанням бик повністю тане і повертається в океан. Цікавим фактом є те, як ці прикмети перетинаються з православним календарем. Так, 14 жовтня, на Покрову, Бик виходить з океану й настає зима. У перший Афанасіїв день (31 січня) у нього притупляються роги, у другий Афанасіїв день (12 лютого) ламається перший ріг, 24 лютого ламається другий ріг і холоди відступають. Бик повністю тане і повертається в океан 22 травня — в Миколин день. Такі збіги змушують припустити, що або повір'я про Великого Бика виникло після приходу росіян і прийняття християнства, або було адаптовано після прийняття нової для якутів релігії.

## Сучасний образ
Історія появи сучасного образу якутського повелителя холоду почалася порівняно недавно — в 1990-х роках. Статуетку Чисхаана створив на республіканському конкурсі «Створення символу Полюса Холоду» житель Оймяконського улусу Семен Сивцев.
Костюм сучасного Чисхаана створила 2002 року якутська модельєрка Августина Філіппова. Він складається з каптана і нагрудника, прикрашених традиційними евенкійськими і якутськими орнаментами, а також шапки з величезними рогами.
Місце проживання Чисхаана — полюс холоду в Оймяконі.